# Athanasia
Athanasia är ett släkte av korgblommiga växter. Athanasia ingår i familjen korgblommiga växter.

## Bildgalleri

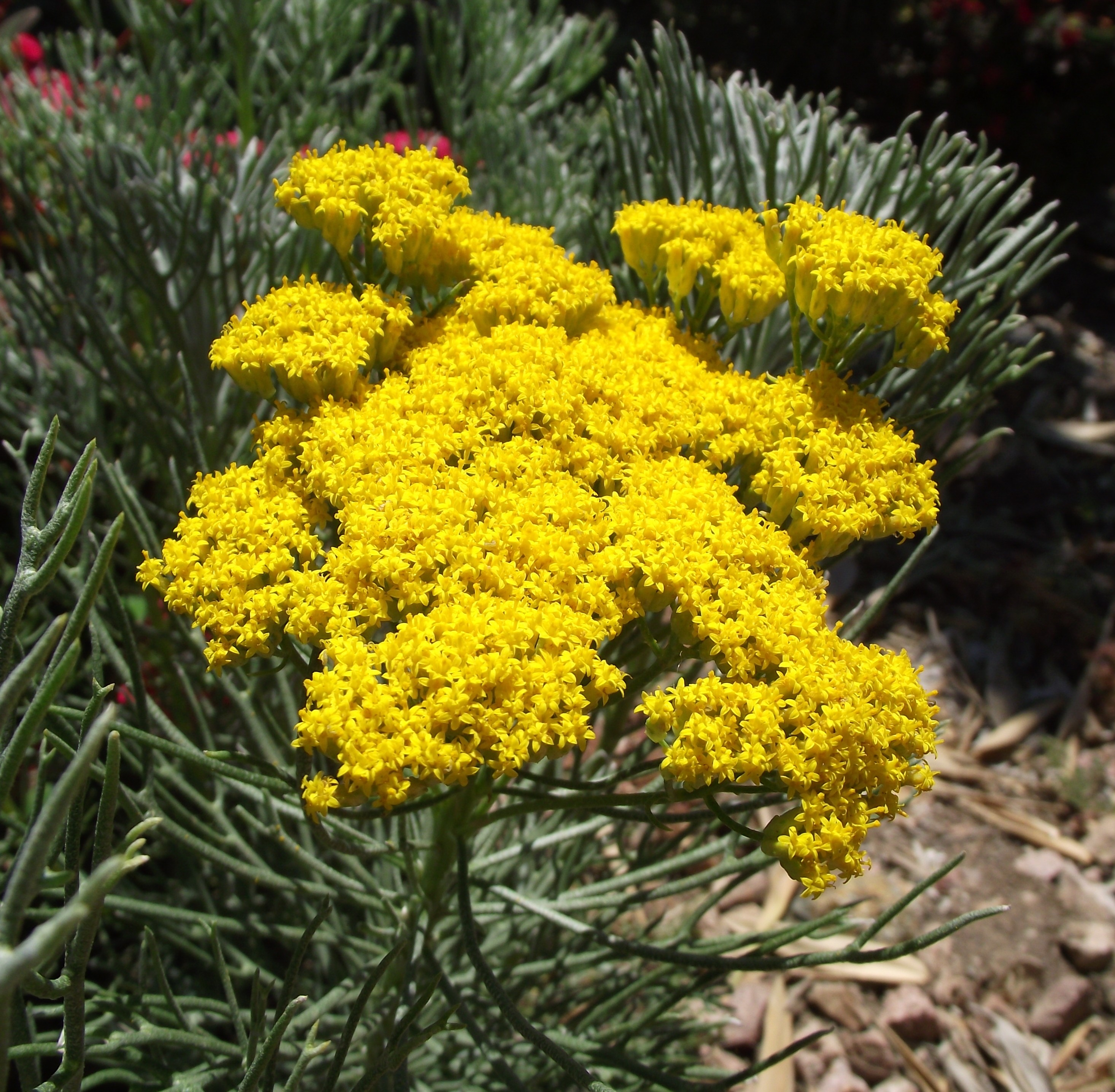
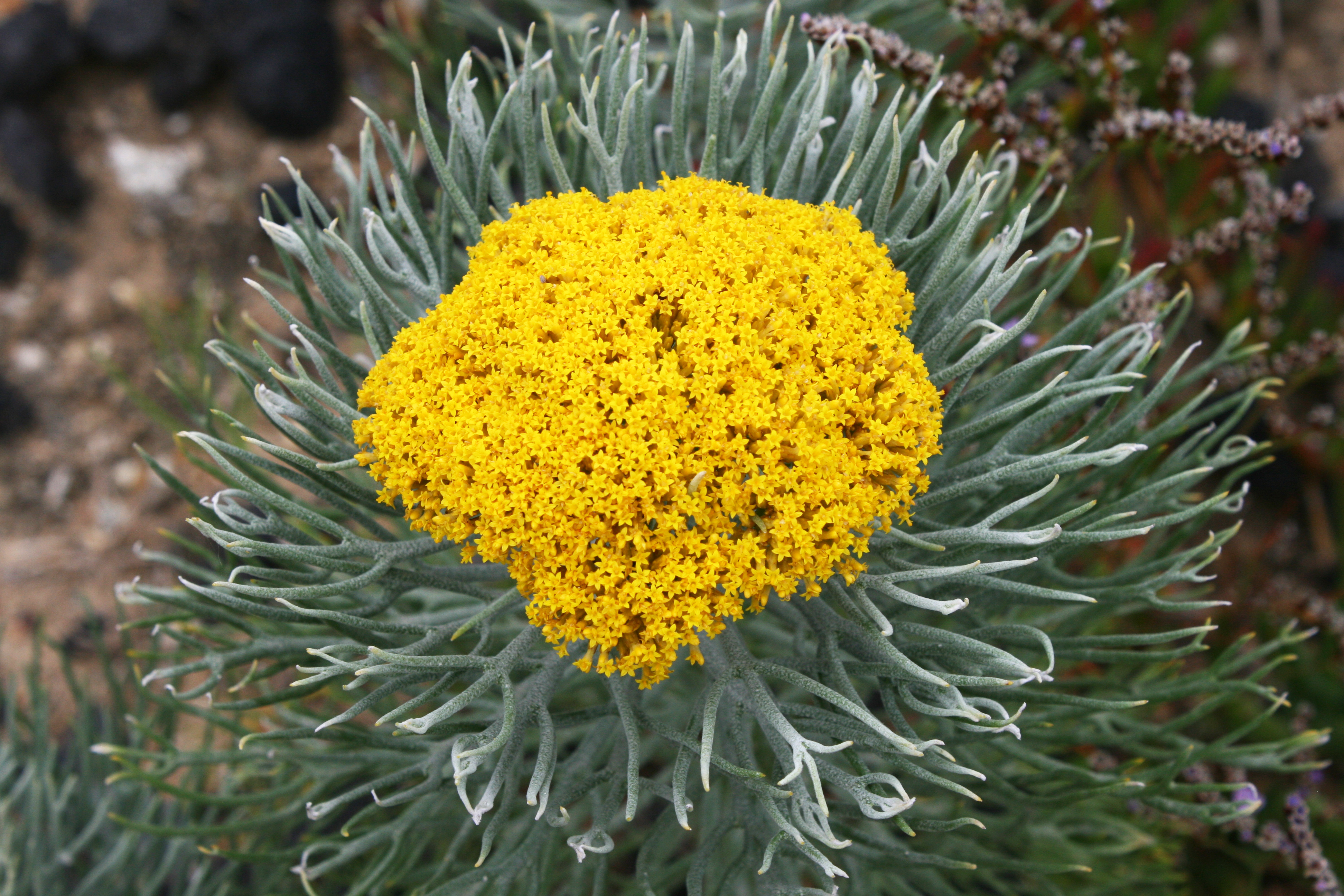

## Dottertaxa tillAthanasia, i alfabetisk ordning[1]
- Athanasia adenantha
- Athanasia alba
- Athanasia bremeri
- Athanasia calophylla
- Athanasia capitata
- Athanasia cochlearifolia
- Athanasia crenata
- Athanasia crithmifolia
- Athanasia cuneifolia
- Athanasia dentata
- Athanasia elsiae
- Athanasia filiformis
- Athanasia flexuosa
- Athanasia grandiceps
- Athanasia hirsuta
- Athanasia humilis
- Athanasia imbricata
- Athanasia inopinata
- Athanasia juncea
- Athanasia leptocephala
- Athanasia linifolia
- Athanasia microcephala
- Athanasia microphylla
- Athanasia minuta
- Athanasia oocephala
- Athanasia pachycephala
- Athanasia pectinata
- Athanasia pinnata
- Athanasia pubescens
- Athanasia quinquedentata
- Athanasia rugulosa
- Athanasia scabra
- Athanasia sertulifera
- Athanasia spathulata
- Athanasia tomentosa
- Athanasia trifurcata
- Athanasia vestita
- Athanasia virgata
- Athanasia viridis